# Streckungswachstum
Als Streckungswachstum wird die Zunahme der Länge pflanzlicher Organe bezeichnet, die nicht auf einer Vermehrung, sondern auf einer Streckung von Zellen beruht.
Die betroffenen Zellen strecken sich, indem unter Aufnahme von Wasser in die Vakuolen die Zellwand plastisch gedehnt wird. Die Wasseraufnahme wird durch eine Anreicherung osmotisch aktiver Substanzen wie Kalium und Äpfelsäure in den Vakuolen ausgelöst. Der resultierende Turgor führt zu einer Dehnung der Zellwand, die zugleich durch eine Ansäuerung und durch die Ausscheidung von Enzymen aus der Zelle gefördert wird. Die Richtung der Streckung ist durch die Orientierung der nicht dehnbaren Cellulosefasern in der Zellwand bestimmt, erfolgt also senkrecht zur bevorzugten Ausrichtung der Fasern.
Beispiele für ein allein auf Zellstreckung beruhendes Wachstum sind das Austreiben von Knospen vieler Bäume im Frühjahr, die schnelle Streckung des Sprosses beim Bambus (58 cm am Tag) und die Streckung der Seta (Stiel der Sporenkapsel) bei Moosen. Zumeist schließt das Streckungswachstum aber als letzte Phase an das Teilungswachstum (Zellteilungen) und das Plasmawachstum (Zunahme des Cytoplasmas nach der letzten Zellteilung) an (siehe Pflanzenwachstum).